# Hans de Witte
Pour les articles homonymes, voir de Witte.
Ne doit pas être confondu avec Jean de Witte.
Hans de Witte , né vers 1583-1585 probablement à Anvers et mort le 11 septembre 1630 à Prague, est un financier calviniste d'origine flamande installé à Prague, alors en Bohême, connu pour avoir été le principal bailleur de fonds du chef d'armée mercenaire Albrecht von Wallenstein pendant la guerre de Trente Ans.

## Ascension et chute
De Witte arrive à Prague en 1603 où il achète en 1617 une vaste demeure pour un montant de 7000 schock (de) de Meißen. Banquier réputé, il a la faveur de l'empereur Ferdinand II et devient le pourvoyeur de fonds de Wallenstein. En 1622, il fonde un consortium avec le financier Jacob Bassevi (en), le prince Charles de Liechtenstein, le chef de guerre Wallenstein et le secrétaire impérial en Bohême Paul Michna von Vacínov (de) : le but du consortium est d'acquérir auprès de l'empereur Ferdinand, pour un montant de 6 millions de florins, le droit de battre monnaie en Bohême, en Moravie et en Basse-Autriche, pour une durée d'une année, soit jusqu'en février 1623. De Witte est à la fois chargé de la gestion du consortium et son principal représentant.
L'opération est de grande ampleur pour l'époque : le consortium investit plus de 560 000 marcs d'argent (ce marc correspondant à une demi-livre de métal) pour frapper 42 millions de florins. De Witte et ses associés ont le monopole de la production et de la diffusion de la nouvelle monnaie, perçoivent les bénéfices afférents, et tirent avantage de l'interdiction impériale d'user de toute autre monnaie que le florin (Gulden) émis par le consortium. Durant cette période d'une année, le consortium se livre volontairement à une dépréciation monétaire du florin d'argent : là où la même masse d'argent permettait avant 1622 d'émettre 46 florins, le consortium en produit désormais 79, en adjoignant du cuivre lors de la fonte des pièces. La teneur en argent du florin ne correspondant plus à sa valeur faciale, l'opération permet aux associés de s'enrichir, mais provoque une inflation dans la région, et entraîne la ruine de la population, qui dans le même temps subit les ravages de la guerre de Trente Ans.
Outre l'enrichissement personnel des associés, les revenus du consortium permettent à de Witte de prêter à Wallenstein les fonds colossaux nécessaires à ses campagnes militaires mais aussi à son train de vie. De Witte accorde aussi des prêts à l'empereur Ferdinand qui, en 1627, le fait chevalier de Lilienthal, titre de la noblesse héréditaire de Bohême.
Cependant, tant Wallenstein que l'empereur tardent à rembourser leurs dettes à de Witte : ainsi, Wallenstein qui finançait ses remboursements en levant des impôts dans les territoires qu'il avait conquis, perd des revenus quand le duché de Mecklembourg est envahi par la Suède. Dès 1628, les difficultés s'accumulent pour de Witte qui ne peut payer les intérêts des sommes qu'il a lui-même empruntées. Au début de l'année 1630, il vend ses propriétés, et en août 1630, il est en cessation de paiement et se déclare incapable d'avancer les fonds nécessaires aux campagnes militaires et aux dépenses personnelles de Wallenstein : celui-ci, lui-même congédié le 6 septembre par l'empereur, décide alors de se passer de ses services. Il est rapporté que le 11 septembre 1630, de Witte met fin à ses jours en se jetant dans le puits situé derrière sa maison à Prague.